# إيفيلين غيريرو
إيفيلين غيريرو (بالإنجليزية: Evelyn Guerrero)‏ هي ممثلة أمريكية، ولدت في 24 فبراير 1949 في الولايات المتحدة.

## وصلات خارجية
- إيفيلين غيريرو على موقع IMDb (الإنجليزية)
- إيفيلين غيريرو على موقع ألو سيني (الفرنسية)
- إيفيلين غيريرو على موقع أول موفي (الإنجليزية)
- إيفيلين غيريرو على موقع قاعدة بيانات الأفلام السويدية (السويدية)
- إيفيلين غيريرو على موقع قاعدة بيانات الفيلم (الإنجليزية)
- إيفيلين غيريرو على موقع كينوبويسك (الروسية)